# Stiftung der Cellitinnen
Die Stiftung der Cellitinnen e. V. ist ein Verbund von Einrichtungen zur Behandlung, Pflege und Betreuung von hilfsbedürftigen Menschen.
Die Stiftung wurde am 1. Januar 2001 in Köln gegründet. In das Stiftungsvermögen ging zu diesem Stichtag das gesamte caritative Vermögen der katholischen Ordensschwestern der Genossenschaft der Cellitinnen nach der Regel des heiligen Augustinus e. V. Köln, Severinstraße ein. Der immerwährende zentrale Leitsatz der Ordensschwestern „Einfach da sein“ wird daher durch die Stiftung weitergeführt. Der ursprünglich maßgebliche Gründungszweck des Ordens im Jahr 1838 war zunächst nur die Krankenpflege.
Der Sitz der Stiftung befindet sich in Köln in der volkstümlich oft so genannten Südstadt im Kölner Stadtteil Neustadt-Süd. Zum Tätigkeitsbereich der Stiftung gehören unter anderem mehrere allgemeine Krankenhäuser sowie eine Fachklinik für Psychiatrie. Des Weiteren betreibt die Stiftung diverse weitere Angebote im Bereich der ambulanten Pflege, der Senioren- und Behindertenhilfe, sowie diverse weitere soziale Einrichtungen.
Die Gesamtzahl der Beschäftigten der Stiftung beträgt ca. 4500 Mitarbeiterinnen und Mitarbeiter. Die entsprechenden Örtlichkeiten befinden sich maßgeblich auf dem Gebiet der Stadt Köln und den daran unmittelbar oder nur mittelbar angrenzenden Landkreisen Rhein-Erft-Kreis, Rhein-Sieg-Kreis und dem Kreis Euskirchen. Im zum Kreis Euskirchen gehörenden Ort Zülpich-Hoven sind mit der in der Marienborn gGmbH zusammen mit weiteren dazugehörigen Unterorganisationen angesiedelten psychiatrischen Fachklinik Marienborn der größte Unterzweig der Stiftung angesiedelt. Gleichzeitig ist damit in Zülpich-Hoven verwaltungstechnisch der zweitgrößte Standort der Stiftung beheimatet.
Die nachfolgende Tabelle zeigt einen schematischen Überblick über die derzeit 45 Einrichtungen (Stand 2022) der Stiftung der Cellitinnen e. V. in Köln und der dazugehörigen Unterbereiche des größten zusammenhängenden Stiftungsunterbereichs der Marienborn gGmbH in Zülpich-Hoven.
| Name der Einrichtung                                         | Art der Einrichtung        | Stiftungsbereich bzw. Verwaltungszuständigkeit | Ort der Einrichtung         |
| ------------------------------------------------------------ | -------------------------- | ---------------------------------------------- | --------------------------- |
| Maria-Hilf-Krankenhaus                                       | Krankenhaus                | Stiftung der Cellitinnen e. V.                 | Bergheim                    |
| Medizinisches Versorgungszentrum Bergheim                    | Arztpraxis                 | Stiftung der Cellitinnen e. V.                 | Bergheim                    |
| Maria Hilf                                                   | Seniorenheim               | Marienborn gGmbH                               | Bornheim-Roisdorf           |
| MARIENBORN mobil in Bornheim                                 | Pflegedienst               | Marienborn gGmbH                               | Bornheim-Roisdorf           |
| MARIENBORN mobil in Kerpen                                   | Pflegedienst               | Marienborn gGmbH                               | Kerpen                      |
| St. Augustinus                                               | Seniorenheim               | Marienborn gGmbH                               | Frechen-Königsdorf          |
| Kindertagesstätte St. Josef                                  | Kindertagesstätte          | Stiftung der Cellitinnen e. V.                 | Frechen-Königsdorf          |
| MARIENBORN mobil in Frechen                                  | Pflegedienst               | Marienborn gGmbH                               | Frechen-Königsdorf          |
| Haus Josef                                                   | Behindertenhilfe           | Marienborn gGmbH                               | Frechen-Königsdorf          |
| Haus Michael                                                 | Behindertenhilfe           | Marienborn gGmbH                               | Frechen-Königsdorf          |
| MARIENBORN mobil in Hürth                                    | Pflegedienst               | Marienborn gGmbH                               | Hürth-Hermülheim            |
| MARIENBORN Tagesklinik Hürth                                 | Tagesklinik                | Marienborn gGmbH                               | Hürth-Hermülheim            |
| MARIENBORN Psychiatrische Institutionsambulanz (PIA) Hürth   | Arztpraxis                 | Marienborn gGmbH                               | Hürth-Hermülheim            |
| St. Antonius Krankenhaus                                     | Krankenhaus                | Stiftung der Cellitinnen e. V.                 | Köln-Bayenthal              |
| Kurzzeitpflege am St. Antonius Krankenhaus                   | Kurzzeitpflege             | Stiftung der Cellitinnen e. V.                 | Köln-Bayenthal              |
| St. Anno                                                     | Seniorenheim               | Marienborn gGmbH                               | Köln-Holweide               |
| St.-Hildegardis-Krankenhaus                                  | Krankenhaus                | Stiftung der Cellitinnen e. V.                 | Köln-Lindenthal             |
| St. Severinus                                                | Seniorenheim               | Marienborn gGmbH                               | Köln-Neustadt-Süd           |
| Krankenhaus der Augustinerinnen – Severinsklösterchen        | Krankenhaus                | Stiftung der Cellitinnen e. V.                 | Köln-Neustadt-Süd           |
| Medizinisches Versorgungszentrum Severinsklösterchen         | Arztpraxis                 | Stiftung der Cellitinnen e. V.                 | Köln-Neustadt-Süd           |
| Louise von Marillac-Schule                                   | Pflegeschule               | Stiftung der Cellitinnen e. V.                 | Köln-Nippes                 |
| St. Christophorus                                            | Seniorenheim               | Marienborn gGmbH                               | Köln-Niehl                  |
| St. Katharina                                                | Seniorenheim               | Marienborn gGmbH                               | Köln-Niehl                  |
| St. Agatha Krankenhaus                                       | Krankenhaus                | Stiftung der Cellitinnen e. V.                 | Köln-Niehl                  |
| Kurzzeitpflege am St. Agatha Krankenhaus                     | Kurzzeitpflege             | Stiftung der Cellitinnen e. V.                 | Köln-Niehl                  |
| St. Josefsheim                                               | Seniorenheim               | Marienborn gGmbH                               | Köln-Weiden                 |
| St. Martin                                                   | Seniorenheim               | Marienborn gGmbH                               | Köln-Zündorf                |
| Kloster Heisterbach                                          | Seniorenheim               | Marienborn gGmbH                               | Königswinter-Oberdollendorf |
| Klosterstube Heisterbach                                     | Restaurant / Catering      | Marienborn gGmbH                               | Königswinter-Oberdollendorf |
| MARIENBORN mobil in Königswinter                             | Pflegedienst               | Marienborn gGmbH                               | Königswinter-Oberdollendorf |
| St. Hermann-Josef                                            | Seniorenheim               | Marienborn gGmbH                               | Nettersheim                 |
| MARIENBORN mobil in Nettersheim                              | Pflegedienst               | Marienborn gGmbH                               | Nettersheim                 |
| MARIENBORN Fachklinik für Psychiatrie und Psychotherapie     | Fachklinik für Psychiatrie | Marienborn gGmbH                               | Zülpich-Hoven               |
| St. Elisabeth                                                | Seniorenheim               | Marienborn gGmbH                               | Zülpich-Hoven               |
| MARIENBORN Behindertenhilfe                                  | Betreutes Wohnen           | Marienborn gGmbH                               | Zülpich-Hoven               |
| MARIENBORN mobil in Zülpich                                  | Pflegedienst               | Marienborn gGmbH                               | Zülpich-Hoven               |
| MARIENBORN Catering                                          | Catering                   | Marienborn gGmbH                               | Zülpich-Hoven               |
| Lago Beach Zülpich                                           | Restaurant                 | Marienborn gGmbH                               | Zülpich-Hoven               |
| MARIENBORN Tagesklinik Zülpich                               | Tagesklinik                | Marienborn gGmbH                               | Zülpich-Hoven               |
| MARIENBORN Psychiatrische Institutionsambulanz (PIA) Zülpich | Arztpraxis                 | Marienborn gGmbH                               | Zülpich-Hoven               |
| Haus Hildegard                                               | Behindertenhilfe           | Marienborn gGmbH                               | Zülpich-Hoven               |
| Haus Maria                                                   | Behindertenhilfe           | Marienborn gGmbH                               | Zülpich-Hoven               |
| Haus Monika                                                  | Behindertenhilfe           | Marienborn gGmbH                               | Zülpich-Hoven               |
| Haus Norbert                                                 | Behindertenhilfe           | Marienborn gGmbH                               | Zülpich-Hoven               |
| Haus Anna                                                    | Behindertenhilfe           | Marienborn gGmbH                               | Zülpich-Sinzenich           |